# Casa de la Calle Mercado Viejo
La Casa de la Calle Mercado Viejo es un inmueble de la ciudad española de Ciudad Real. Cuenta con el estatus de Bien de Interés Cultural.

## Descripción
Se ubica en la esquina que forman la calle Feria y el número 6 de la calle del Mercado Viejo de la ciudad de Ciudad Real, en Castilla-La Mancha.
Estructural y decorativamente se asemeja a la casa contigua y ambas podrían constituir un conjunto representativo de la arquitectura de principios de siglo XX en Ciudad Real, a caballo entre el eclecticismo y el neohistoricismo.
El juego decorativo se basa sobre todo en la bicromía entre el ladrillo rojo y el azulejo de color azulón como un detalle más de la arquitectura industrial con fuertes connotaciones historicistas que podrían, en este caso, recoger tradiciones islámicas. La composición general es más rica que en la otra casa ya que se estructura simétricamente a base de dos cuerpos de ladrillo rojo muy diferenciados en las dos esquinas que unirán con otras edificaciones y otros dos cuerpos centrales, decorados con azueljos y separados entre ellos por una pilastra de ángulo también en ladrillo rojo en la esquina de las dos calles.
Los dos cuerpos laterales, que se presumirían en origen iguales —el de la calle Feria tiene la planta baja alterada—, constarían de una sencilla puerta en arco de medio punto en la planta baja que se separa de la primera planta por una línea de impostas geométricas. En esta planta se halla una ventana geminada de aire neomedievalista trasdosada en piedra y apoyada sobre una decoración del mismo ladrillo pero que forma un juego de luces y sombras a base de relieve. Tras otra imposta, la segunda planta abre un hueco en forma de ojo de buey y el remate final de la misma es una cornisa sobre la que descansa un arco rebajado que, en ambos lados, sobreeleva el resto de la fachada. Las dos partes restantes del edificio se estructuran simétricamente a ambos lados de la pilastra angular en tres plantas, en este caso sin división de impostas entre las mismas.
Hacia 1991 la planta baja estaba muy transformada por locales comerciales, con una decoración de cerámica poco acertada. La primera planta cuenta con una balconada corrida de dos huecos en cada frente formada por arcos de medio punto con alfiz y frontón, y la última planta se ilumina por ventanas sencillas. Toda esta parte central está adornada por un fondo liso a base de azulejos de color azulón.
El 26 de noviembre de 1991, fue declarada Bien de Interés Cultural, con la categoría de monumento, en una resolución publicada el 18 de diciembre de ese mismo año en el Diario Oficial de Castilla-La Mancha.